# Bắn cung tại Đại hội Thể thao Đông Nam Á 1993
Bắn cung tại Đại hội Thể thao Đông Nam Á năm 1993 được tổ chức từ ngày 14 đến 19 tháng 6 năm 1993 tại Khu bắn cung Gloucester (Gloucester Archery Range), Singapore  Chương trình thi đấu đấu chỉ bao gồm nội dung cung recurve, với cả nội dung cá nhân và đồng đội cho nam và nữ.
Đoàn thể thao Indonesia thống trị môn bắn cung với 4 tấm huy chương vàng.

## Bảng huy chương
| Hạng               | Đoàn               | Vàng | Bạc | Đồng | Tổng số |
| ------------------ | ------------------ | ---- | --- | ---- | ------- |
| 1                  | Indonesia (INA)    | 4    | 0   | 1    | 5       |
| 2                  | Philippines (PHI)  | 0    | 3   | 1    | 4       |
| 3                  | Thái Lan (THA)     | 0    | 1   | 1    | 2       |
| 4                  | Malaysia (MAS)     | 0    | 0   | 1    | 1       |
| Tổng số (4 đơn vị) | Tổng số (4 đơn vị) | 4    | 4   | 4    | 12      |

## Tóm tắt kết quả

### Nam
| Nội dung | Vàng                         | Bạc                      | Đồng                     |
| -------- | ---------------------------- | ------------------------ | ------------------------ |
| Cá nhân  | Hendra Setijawan · Indonesia | Clint Sayo · Philippines | Boonsom Jarat · Thái Lan |
| Đồng đội | Indonesia (INA)              | Thái Lan (THA)           | Philippines (PHI)        |

### Nữ
| Nội dung | Vàng                            | Bạc                        | Đồng                          |
| -------- | ------------------------------- | -------------------------- | ----------------------------- |
| Cá nhân  | Nurfitriyana Saiman · Indonesia | Joann Tabang · Philippines | Hamdiah Damanhuri · Indonesia |
| Đồng đội | Indonesia (INA)                 | Philippines (PHI)          | Malaysia (MAS)                |